# Nicholas Biwott
Pour les articles homonymes, voir Biwott.
Nicholas Biwott (né en 1940 dans le district de Keiyo (colonie du Kenya) - et mort le 11 juillet 2017 à Nairobi (Kenya)) est un homme politique, homme d'affaires et philanthrope kényan.
Il a été plusieurs fois ministre et il était membre de l'assemblée nationale du Kenya .

## Biographie
Nicholas Biwott meurt le 11 juillet 2017.